# Nuno Espírito Santo
Nuno Herlander Simões Espírito Santo (sinh ngày 25 tháng 1 năm 1974), thường được biết đến với tên gọi đơn giản là Nuno hay Nuno Santo, là một huấn luyện viên bóng đá người Bồ Đào Nha và là cựu cầu thủ bóng đá từng chơi ở vị trí thủ môn. Gần đây nhất, ông đảm nhận vị trí huấn luyện viên trưởng của câu lạc bộ đang chơi tại Premier League là Nottingham Forest.
Trong sự nghiệp của mình, ông lần đầu tiên tạo dựng tên tuổi của mình ở Tây Ban Nha khi chơi cho 3 đội bóng khác nhau trong xuyên suốt 5 năm. Sau đó, ông trở lại Bồ Đào Nha để đầu quân cho Porto và cũng từng có thời gian thi đấu tại Nga. Ông là thành phần đội tuyển Bồ Đào Nha tham dự Euro 2008 nhưng chưa bao giờ ra sân chính thức cho đội tuyển quốc gia.
Espírito Santo bắt đầu sự nghiệp huấn luyện của mình tại câu lạc bộ Hy Lạp Panathinaikos với cương vị trợ lý. Ông trở thành huấn luyện viên trưởng vào năm 2012, dẫn dắt câu lạc bộ Bồ Đào Nha Rio Ave đến cả hai trận chung kết cúp quốc nội vào năm 2014. Sau những khoảng thời gian ngắn ngủi tại câu lạc bộ đang chơi tại La Liga, Tây Ban Nha là Valencia và Porto, ông đã làm huấn luyện viên tại Wolverhampton Wanderers trong bốn năm. Vào năm 2021, ông tiếp quản vị trí huấn luyện viên của Tottenham Hotspur, nhưng đã bị sa thải chỉ sau 4 tháng tại vị.

## Sự nghiệp câu lạc bộ

### Sự nghiệp cầu thủ trẻ/Deportivo
Sinh ra ở São Tomé, São Tomé và Príncipe thuộc Bồ Đào Nha, Nuno bắt đầu sự nghiệp bóng đá của mình với Vitória SC ở Guimarães, nỗ lực từ năm 20 tuổi để cạnh tranh với cựu binh Neno cho suất bắt chính. Sau cuộc gặp với Jorge Mendes, chủ hộp đêm tại Porto, ông trở thành thân chủ đầu tiên của vị môi giới này vào năm 1996. Mendes làm môi giới cho vụ chuyển nhượng trị giá 1 triệu đô la của Nuno vào tháng 1 năm sau đó cho Deportivo de La Coruña tại La Liga, nhưng Nuno đã dành ba trong sáu mùa giải sau đó chơi cho Galicia dưới dạng cho mượn, dự bị cho Jacques Songo'o (1996–98) và José Francisco Molina (2001–02). Ông là thủ môn bắt chính trong chiến dịch vô địch Copa del Rey ở mùa giải sau, nhưng huấn luyện viên Javier Irureta đã xếp Molina bắt chính trong chiến thắng ở trận chung kết trước Real Madrid.
Vào mùa giải 1999–2000, khi chơi cho CP Mérida ở giải hạng hai Tây Ban Nha, Nuno đã giành được Giải Ricardo Zamora và giúp đội đứng thứ sáu, nhưng bị xuống hạng ba do vi phạm tài chính. Mùa giải tiếp theo, ông được cho mượn tới CA Osasuna mượn, tiếp tục xếp thứ bảy ở Zamora khi đội của ông chỉ xếp trên một điểm so với khu vực xuống hạng ở hạng trên.

### Porto
FC Porto của José Mourinho đã trả 3 triệu €  để đưa Nuno hồi hương trong tháng 7 năm 2002, như một phần của thỏa thuận mà Jorge Andrade gia nhập Deportivo. Trong trận đấu thuộc khuôn khổ Cúp Bồ Đào Nha năm 2003 với Varzim SC, ông được Mourinho cho phép sút phạt đền, ghi bàn thắng cuối cùng của đội trong trận thắng trên sân nhà với tỷ số 7–0. Vào tháng 5 năm 2004, Nuno dự bị khi Porto giành chiến thắng trong trận chung kết UEFA Champions League  . Vào ngày 12 tháng 12 năm 2004, ông ra sân thay thế cho thủ môn kỳ cựu của câu lạc bộ Vítor Baía trong hiệp phụ, vô địch Cúp bóng đá liên lục địa qua chiến thắng trong loạt sút luân lưu trước Once Caldas. Tuy nhiên, vào tháng 1, ông bị bán cho Dynamo Moscow ở Ngoại hạng Nga.
Tháng 1 năm 2007, Nuno trở lại Bồ Đào Nha để thi đấu cho CD Aves, cùng đội bóng xuống hạng vào cuối mùa giải. Vào tháng 7, ông trở lại Porto, dự bị cho thủ môn người Brazil Helton trong hầu hết quãng thời gian tại đây. Mặc dù việc ít ra sân khiến ông có biệt danh là O Substituto - ông vẫn được coi là một người thủ lĩnh trong câu lạc bộ.
Nuno vẫn là sự lựa chọn thứ hai sau Helton trong mùa giải 2008–09 và chỉ ra sân bốn trận, nhưng là người bắt chính trong suốt chiến dịch cúp quốc nội, bao gồm cả chiến thắng trong trận chung kết (1–0) trước Paços de Ferreira.

## Sự nghiệp quốc tế
Nuno đã ra sân bốn trận cho Bồ Đào Nha tại Thế vận hội Mùa hè 1996, cùng đội đạt hạng tư chung cuộc. Ông cũng đã chơi cho đội B của tuyển quốc gia. Ông từng được góp mặt trong danh sách cầu thủ tham dự UEFA Euro 2008 nhưng không được ra sân, thay thế cho Quim bị chấn thương.

## Sự nghiệp huấn luyện

### Khởi đầu
Vào ngày 21 tháng 6 năm 2010, Porto thông báo hợp đồng của Nuno sẽ không được gia hạn. Cầu thủ 36 tuổi cho biết ông sẽ luôn ủng hộ Porto khi rời đội bóng. Sau khi giải nghệ, ông đoàn tụ với cựu huấn luyện viên của Porto, Jesualdo Ferreira, chuyển đến Málaga CF với tư cách là huấn luyện viên thủ môn. Cả hai đã ký hợp đồng với Panathinaikos FC vào tháng 11 năm 2010.

### Rio Ave
Vào tháng 5 năm 2012, Rio Ave sa thải HLV Carlos Brito và thông báo bổ nhiệm Espírito Santo. Trong mùa giải thứ hai của mình, ông đã giúp đội lọt vào cả hai trận chung kết Taça de Portugal và Taça da Liga , đưa đội tới chức vô địch UEFA Europa League lần đầu tiên trong lịch sử.

### Valencia
Espírito Santo đã ký hợp đồng một năm với Valencia CF ở La Liga vào ngày 4 tháng 7 năm 2014, thay thế cho Juan Antonio Pizzi đã bị sa thải trước đó. Vào ngày 12 tháng 1 năm 2015, ông đồng ý gia hạn để dẫn dắt câu lạc bộ đến năm 2018, và cuối cùng ông đã đưa họ cán đích ở vị trí thứ tư trong năm đầu tiên của mình, nổi bật nhất là chiến thắng 2-1 trên sân nhà trước Real Madrid và trận hòa 2–2 trên sân khách trước cùng đối thủ, trong khi ông cũng được vinh danh là "Huấn luyện viên xuất sắc nhất tháng" của La Liga ba lần. Ông từ chức vào ngày 29 tháng 11 năm 2015 sau trận thua 0-1 trước Sevilla FC khi đã có khởi đầu tệ hại ở cả La Liga và Champions League cùng Valencia.

### Porto
Vào ngày 1 tháng 6 năm 2016, Espírito Santo ký hợp đồng hai năm với Porto, thay thế cho cựu huấn luyện viên trưởng José Peseiro. Tuy nhiên, vào ngày 22 tháng 5 năm sau đó, sau một mùa giải không có danh hiệu và chỉ giành được ngôi á quân, ông đã bị ban lãnh đạo sa thải.

### Wolverhampton Wanderers
Vào ngày 31 tháng 5 năm 2017, Espírito Santo được bổ nhiệm làm huấn luyện viên trưởng của câu lạc bộ Wolverhampton Wanderers tại EFL Championship, ký hợp đồng có thời hạn ba năm. Ông được bầu chọn là Huấn luyện viên xuất sắc nhất tháng vào tháng 11 khi đội của ông toàn thắng cả bốn trận đấu, ghi được 13 bàn. Espírito Santo đã đưa câu lạc bộ quay lại Premier League sau sáu năm vắng bóng, chính thức lên hạng trước bốn vòng đấu và trở thành nhà vô địch trước hai vòng đấu. Vào ngày 10 tháng 7 năm 2018, hợp đồng của ông được thông báo gia hạn đến năm 2021.
Espírito Santo đã được trao danh hiệu Huấn luyện viên xuất sắc nhất tháng Premier League trong tháng thứ hai cầm quân ở giải đấu hàng đầu nước Anh khi đội của ông đã đạt thành tích bất bại vào tháng 9 năm 2018, có được 10 điểm từ bốn trận đấu và chỉ để thủng lưới một bàn. Đây là lần đầu tiên mà một huấn luyện viên của Wolverhampton Wanderers đã giành được giải thưởng trong mùa giải thứ năm của câu lạc bộ tại giải. Wolves cán đích ở vị trí thứ bảy trong mùa giải 2018–19. Đây là thứ hạng Premier League cao nhất của câu lạc bộ và cao nhất của họ tại giải đấu hàng đầu nước Anh kể từ mùa giải 1979–80 khi họ đứng thứ sáu. Wolves cũng đủ điều kiện tham dự cúp châu Âu lần đầu tiên kể từ mùa giải 1980–81, tham dự UEFA Europa League.
Espírito Santo đã được trao danh hiệu Huấn luyện viên xuất sắc nhất tháng Premier League lần thứ hai vào ngày 10 tháng 7 năm 2020 vì đã có 5 trận bất bại từ đầu tháng 3 đến cuối tháng 6, trải qua thời gian tạm hoãn Premier League 2019–20 do đại dịch COVID-19 ở Vương quốc Anh, giành được bốn trận thắng và có bốn trận giữ sạch lưới. Mùa giải 2019–20 chứng kiến đội bóng do Santo dẫn dắt cán đích ở vị trí thứ bảy trong hai mùa giải liên tiếp ở Premier League (với tổng số điểm kỷ lục cho Wolves ở Premier League là 59) cùng với thành tích lọt vào tứ kết UEFA Europa League. Đây là thành tích tốt nhất của câu lạc bộ kể từ khi vào chung kết mùa giải 1971–72 .
Vào ngày 13 tháng 9 năm 2020, khi bắt đầu mùa giải 2020–21, hợp đồng của Espírito Santo với câu lạc bộ được gia hạn đến mùa hè năm 2023. Anh ấy là Nhà quản lý của Premier League trong tháng cho tháng 10 với chuỗi bốn trận bất bại, trong đó có ba chiến thắng mà không để thủng lưới; đây là giải thưởng thứ ba của anh ấy. Vào ngày 27 tháng 2 năm 2021, ông có trận đấu thứ 102 của mình ở Premier League với tư cách là huấn luyện viên trưởng của Wolves khi đội đã có kết quả hòa 1-1 với Newcastle United tại St James' Park, vượt qua Mick McCarthy để trở thành huấn luyện viên trưởng của Wolves có thời gian tại vị lâu nhất ở kỷ nguyên Premier League. Vào ngày 21 tháng 5 năm 2021, Wolves thông báo rằng Espírito Santo sẽ rời câu lạc bộ theo thỏa thuận của cả hai bên vào cuối mùa giải.

### Tottenham Hotspur
Vào ngày 30 tháng 6 năm 2021, Tottenham Hotspur công bố Espírito Santo là tân huấn luyện viên trưởng với thời hạn hợp đồng hai năm với tùy chọn gia hạn thêm năm thứ ba. Trong trận ra mắt vào ngày 15 tháng 8, đội bóng của ông đã giành chiến thắng 1–0 trên sân nhà trước đương kim vô địch Manchester City nhờ bàn thắng của Son Heung-min. Vào ngày 29 tháng 8, ông giúp cho Tottenham có khởi đầu tốt nhất trong một mùa giải Premier League sau khi đánh bại Watford để toàn thắng trong ba trận đầu tiên của mùa giải. Ông đã giành được danh hiệu Huấn luyện viên xuất sắc nhất tháng Premier League vào tháng 8 năm 2021, đây cũng là lần thứ tư trong sự nghiệp ông giành danh hiệu này. Mặc dù vậy, vào ngày 1 tháng 11 năm 2021, ông đã bị sa thải sau một chuỗi thành tích tệ hại khi Tottenham thua bốn trong sáu trận tại Premier League. Ông được thay thế bởi Antonio Conte vào ngày hôm sau.

## Đời tư
Tính đến năm 2020, Espírito Santo và vợ Sandra có tất cả ba người con. Vào ngày 4 tháng 5 năm 2019, ông được Đại học Wolverhampton trao bằng Tiến sĩ Danh dự về Thể thao.

## Thống kê sự nghiệp huấn luyện
Tính đến 30 tháng 10 năm 2021
| Đội                     | Quốc gia    | Ngày đến         | Ngày đi           | Thành tích | Thành tích | Thành tích | Thành tích | Thành tích | Thành tích | Thành tích | Thành tích |
| Đội                     | Quốc gia    | Ngày đến         | Ngày đi           | Trận       | T          | H          | B          | BT         | BB         | HS         | % thắng    |
| ----------------------- | ----------- | ---------------- | ----------------- | ---------- | ---------- | ---------- | ---------- | ---------- | ---------- | ---------- | ---------- |
| Rio Ave                 | Bồ Đào Nha  | 15 tháng 5, 2012 | 19 tháng 5, 2014  | 80         | 32         | 17         | 31         | 87         | 97         | −10        | 040,00     |
| Valencia                | Tây Ban Nha | 4 tháng 7, 2014  | 29 tháng 11, 2015 | 62         | 32         | 16         | 14         | 104        | 60         | +44        | 051,61     |
| Porto                   | Bồ Đào Nha  | 1 tháng 6, 2016  | 22 tháng 5, 2017  | 49         | 27         | 16         | 6          | 88         | 28         | +60        | 055,10     |
| Wolverhampton Wanderers | Anh         | 31 tháng 5, 2017 | 23 tháng 5, 2021  | 199        | 95         | 49         | 55         | 277        | 209        | +68        | 047,74     |
| Tottenham Hotspur       | Anh         | 30 tháng 6, 2021 | 1 tháng 11, 2021  | 17         | 8          | 2          | 7          | 22         | 23         | −1         | 047,06     |
| Tổng                    | Tổng        | Tổng             | Tổng              | 407        | 194        | 100        | 113        | 578        | 417        | +161       | 047,67     |

## Thành tích

### Cầu thủ
Deportivo
- Copa del Rey: 2001–02[3]

Porto
- Primeira Liga: 2002–03, 2003–04, 2007–08, 2008–09[cần dẫn nguồn]
- Taça de Portugal: 2002–03, 2008–09[15]
- Supertaça Cândido de Oliveira: 2003, 2004, 2009[cần dẫn nguồn]
- UEFA Champions League: 2003–04 [9]
- Cúp UEFA: 2002–03[cần dẫn nguồn]
- Cúp bóng đá Liên lục địa: 2004 [10]
- Á quân Taça da Liga: 2009–10[cần dẫn nguồn]

Cá nhân
- Giải thưởng Ricardo Zamora: 1999–2000 (Segunda División)[4]

### Huấn luyện viên
Wolverhampton Wanderers
- EFL Championship: 2017–18[37]

Cá nhân
- Huấn luyện viên xuất sắc nhất tháng La Liga: Tháng 9 năm 2014, tháng 12 năm 2014,[57] tháng 2 năm 2015[29]
- Huấn luyện viên xuất sắc nhất tháng EFL Championship : Tháng 11 năm 2017 [35]
- Huấn luyện viên xuất sắc nhất năm LMA: EFL Championship 2017–18 [58]
- Huấn luyện viên xuất sắc nhất tháng Giải bóng đá Ngoại hạng Anh: tháng 9 năm 2018[59], tháng 6 năm 2020[42], tháng 10 năm 2020[45], tháng 8 năm 2021[60]